# جامع حنان
جامع حنان من مساجد بغداد التراثية القديمة ويقع في جانب الكرخ من بغداد امام ساحة الشهداء، وفيهِ مصلى تقام فيهِ الصلوات الخمس وصلاة الجمعة وصلاة العيدين، وقد جدد عمارته عبد الحنان في عام 1197هـ/1782م، وسمي لذلك باسمه، وكان فيه مجالس لتدريس العلوم العقلية والنقلية، وفيهِ تعقد مجالس للوعظ والأرشاد، وكان العلامة الشيخ نجم الدين الواعظ يقيم فيهِ دروساً للوعظ ويجتمع لهُ فيه خلق كثير، ولقد أقتطعت هيئة أمانة العاصمة في بغداد جزءً من باحة الجامع وأدخلته في الشارع العام.
وفي الجامع مصلى واسع وتعلوه منارة مئذنة مبنية من الطابوق الآجر، ومكسوة بالكاشي الملون الكربلائي، وعقدت عليهِ ستة قباب بتصميم معماري إسلامي جميل، وتبلغ مساحته الإجمالية حوالي 800م2 تقريباً، ولقد جرى للجامع أعمال صيانة وترميم عدة وكان آخرها عام 1435هـ/2013م من قبل ديوان الوقف السني في العراق.